# Zagrebačke gradske četvrti
Gradska četvrt, uz mjesne odbore, oblik je mjesne samouprave u Gradu Zagrebu putem kojeg građani sudjeluju u odlučivanju o poslovima iz samoupravnog djelokruga Grada i lokalnim poslovima koji neposredno i svakodnevno utječu na njihov život i rad. Gradska četvrt osniva se za područje koje predstavlja gradsku, gospodarsku i društvenu cjelinu, a koje je povezano zajedničkim interesima građana. Sadašnja podjela na sedamnaest gradskih četvrti ustanovljena je Statutom Grada Zagreba 14. prosinca 1999. godine. Gradska četvrt je pravna osoba koja ima svoja tijela. 
U Gradu Zagrebu mjesni odbori su osnovani za pojedini dio gradske četvrti, pojedino naselje ili više međusobno povezanih manjih naselja, ili dio većeg naselja koji u odnosu na ostale dijelove čini zasebnu cjelinu. Od ukupno 218 mjesnih odbora, njih 147 osnovano je za pojedine dijelove naselja Zagreb, a 12 za dijelove područja naselja Sesvete. Na područjima preostalih 68 službenih naselja (mjesta) u sastavu Grada Zagreba osnovano je ukupno 59 mjesnih odbora.

## Popis gradskih četvrti
| \| \| Gradska četvrt \| Površina (km²) \| Stanovništvo (2011.) \| Gustoća stanovnika \| \| --- \| ----------------------- \| -------------- \| -------------------- \| ------------------ \| \| 1. \| Donji grad \| 3 \| 37.024 \| 12.341 \| \| 2. \| Gornji grad – Medveščak \| 10 \| 30.962 \| 3096 \| \| 3. \| Trnje \| 7 \| 42.282 \| 6040 \| \| 4. \| Maksimir \| 14 \| 48.902 \| 3493 \| \| 5. \| Peščenica – Žitnjak \| 35 \| 56.487 \| 1614 \| \| 6. \| Novi Zagreb – istok \| 17 \| 59.055 \| 3474 \| \| 7. \| Novi Zagreb – zapad \| 63 \| 58.103 \| 922 \| \| 8. \| Trešnjevka – sjever \| 6 \| 55.425 \| 9238 \| \| 9. \| Trešnjevka – jug \| 10 \| 66.674 \| 6667 \| \| 10. \| Črnomerec \| 24 \| 38.546 \| 1606 \| \| 11. \| Gornja Dubrava \| 40 \| 61.841 \| 1546 \| \| 12. \| Donja Dubrava \| 11 \| 36.363 \| 3306 \| \| 13. \| Stenjevec \| 12 \| 51.390 \| 4283 \| \| 14. \| Podsused – Vrapče \| 36 \| 45.759 \| 1271 \| \| 15. \| Podsljeme \| 60 \| 19.165 \| 319 \| \| 16. \| Sesvete \| 165 \| 70.009 \| 424 \| \| 17. \| Brezovica \| 127 \| 12.030 \| 95 \| \| \| Ukupno \| 641 \| 790.017 \| 1232 \| | Podjela na četvrti iz 1999. |                |                      |                    |
| | Gradska četvrt              | Površina (km²) | Stanovništvo (2011.) | Gustoća stanovnika |
| 1. | Donji grad                  | 3              | 37.024               | 12.341             |
| 2. | Gornji grad – Medveščak     | 10             | 30.962               | 3096               |
| 3. | Trnje                       | 7              | 42.282               | 6040               |
| 4. | Maksimir                    | 14             | 48.902               | 3493               |
| 5. | Peščenica – Žitnjak         | 35             | 56.487               | 1614               |
| 6. | Novi Zagreb – istok         | 17             | 59.055               | 3474               |
| 7. | Novi Zagreb – zapad         | 63             | 58.103               | 922                |
| 8. | Trešnjevka – sjever         | 6              | 55.425               | 9238               |
| 9. | Trešnjevka – jug            | 10             | 66.674               | 6667               |
| 10. | Črnomerec                   | 24             | 38.546               | 1606               |
| 11. | Gornja Dubrava              | 40             | 61.841               | 1546               |
| 12. | Donja Dubrava               | 11             | 36.363               | 3306               |
| 13. | Stenjevec                   | 12             | 51.390               | 4283               |
| 14. | Podsused – Vrapče           | 36             | 45.759               | 1271               |
| 15. | Podsljeme                   | 60             | 19.165               | 319                |
| 16. | Sesvete                     | 165            | 70.009               | 424                |
| 17. | Brezovica                   | 127            | 12.030               | 95                 |
| | Ukupno                      | 641            | 790.017              | 1232               |

Izvor: Državni zavod za statistiku

## Tijela gradskih četvrti
Tijela gradske četvrti su vijeće gradske četvrti i predsjednik vijeća.

### Vijeće gradskih četvrti
Vijeća gradskih četvrti imaju od 11 do 19 članova, ovisno o broju stanovnika gradske četvrti, odnosno:
- 11 članova u gradskoj četvrti koja ima do 30 000 stanovnika (Brezovica, Podsljeme)
- 15 članova u gradskoj četvrti koja ima od 30 000 do 50 000 stanovnika (Črnomerec, Donja Dubrava, Donji grad, Gornji grad – Medveščak, Maksimir, Novi Zagreb – zapad, Podsused – Vrapče, Stenjevec, Trnje)
- 19 članova u gradskoj četvrti koja ima više od 50 000 stanovnika (Gornja Dubrava, Novi Zagreb – istok, Peščenica – Žitnjak, Sesvete, Trešnjevka – sjever, Trešnjevka – jug)

Članove vijeća gradske četvrti biraju građani s područja gradske četvrti na temelju općeg biračkog prava na neposrednim izborima tajnim glasovanjem. Mandat članova vijeća gradske četvrti traje četiri godine. 
Vijeće gradske četvrti samostalno donosi pravila gradske četvrti, donosi financijski plan i završni račun, odlučuje o raspolaganju imovinom gradske četvrti, donosi plan malih komunalnih akcija (gradnja, uređivanje i održavanje manjih objekata komunalne infrastrukture i manjih javnih objekata kojima se poboljšava komunalni standard građana) i utvrđuje prioritet u njihovoj realizaciji, bira predsjednika i potpredsjednika vijeća, saziva mjesne zborove građana, organizira i provodi civilnu zaštitu na svom području, usklađuje rad mjesnih odbora, donosi program rada i izvješće o radu, donosi poslovnik o svom radu, surađuje s drugim gradskim četvrtima na području Grada Zagreba osobito sa susjednim, surađuje s udrugama na svom području u pitanjima od interesa za građane gradske četvrti, i ostalo. Također, vijeće gradske četvrti predlaže koncept razvoja svoga područja u okviru razvojnog plana Grada Zagreba, predlaže rješenja od interesa za svoje područje u postupcima izrade i donošenja prostornih i drugih planskih dokumenata i njihova ostvarenja, prati stanje u komunalnoj infrastrukturi na svom području i predlaže programe razvoja komunalne infrastrukture,brine se o uređivanju naselja, kvaliteti stanovanja, komunalnim objektima, infrastrukturi te obavljanju komunalnih i drugih uslužnih djelatnosti od značenja za gradsku četvrt, brine se o zadovoljavanju potreba stanovnika na području predškolskog odgoja i obrazovanja, javnog zdravstva, socijalne skrbi, kulture, tehničke kulture i športa od značenja za gradsku četvrt, predlaže i prati mjere i akcije za zaštitu i unapređivanje okoliša te za poboljšanje uvjeta života, predlaže mjere nakon razmatranja stanja sigurnosti i zaštite osoba, imovine i dobara na svome području, predlaže mjere za učinkovitiji rad komunalnih službi, predlaže osnivanje ustanova u djelatnostima brige o djeci predškolske dobi, obrazovanja, javnog zdravstva, socijalne skrbi, kulture, tehničke kulture i športa, prati rad ustanova u tim djelatnostima osnovanim radi zadovoljavanja potreba stanovnika na svome području te predlaže mjere za unapređivanje njihova rada, predlaže imenovanje ulica, javnih prometnih površina, parkova, športskih terena, škola, vrtića, ustanova u kulturi i svih drugih objekata na svojem području, može predložiti područja mjesnih odbora na svojem području, predlaže promjenu područja gradske četvrti, odnosno mjesnih odbora na svojem području, predlaže kandidate za suce porotnike.
Vijeće gradske četvrti obavlja i druge poslove koje mu iz samoupravnog djelokruga Grada Zagreba povjeri Gradska skupština koji su od značenja za gradsku četvrt.
Vijeće gradske četvrti može održati sjednicu ako je nazočna većina članova vijeća, a odlučuje većinom glasova nazočnih članova. Pravila gradske četvrti, financijski plan i završni račun, odluke o raspolaganju imovinom, plan malih komunalnih akcija, poslovnik o radu vijeća gradske četvrti i odluku o izboru predsjednika i potpredsjednika vijeća, vijeće gradske četvrti donosi većinom glasova svih članova.

### Predsjednik vijeća
Vijeće gradske četvrti tajnim glasovanjem bira predsjednika vijeća i jednog potpredsjednika vijeća iz reda svojih članova na vrijeme od četiri godine.
Predsjednik vijeća gradske četvrti predstavlja gradsku četvrt i vijeće gradske četvrti, saziva sjednice vijeća' predlaže dnevni red, predsjeda sjednicama vijeća i potpisuje akte vijeća, provodi i osigurava provođenje odluka vijeća te izvješćuje o provođenju odluka vijeća, surađuje s gradonačelnikom i predsjednikom Gradske skupštine, brine se o provedbi akata što se odnose na rad gradske četvrti, sudjeluje u provođenju mjera civilne zaštite, informira građane o pitanjima važnim za gradsku četvrt, koordinira rad predsjednika mjesnih odbora na području gradske četvrti.
Predsjednik vijeća gradske četvrti odgovara za svoj rad vijeću gradske četvrti, dok za obavljanje poslova iz samoupravnog djelokruga Grada Zagreba koji su povjereni vijeću gradske četvrti, predsjednik vijeća odgovara gradonačelniku.

## Poveznice
- Lokalna i područna (regionalna) samouprava u Hrvatskoj

## Vanjske poveznice
- Stranice grada Zagreba